# Дора-Рипария
До́ра-Рипа́рия (итал. Dora Riparia) — река в Италии и Франции. Левый приток реки По.
Длина 125 км, площадь бассейна 1231 км². Течёт преимущественно по территории области Пьемонт. Исток в Котских Альпах, на территории Франции у границы с Италией, недалеко от перевала Монженевр. На начальном участке река называется Пиккола-Дора (Piccola Dora).
В коммуне Улькс в реку впадает её главный приток Дора-ди-Бардонеккья. Ниже по течению в реку впадает множество мелких притоков. После города Суза течёт по узкой долине Сузы, затем протекает по Паданской равнине и впадает в реку По около Турина. До города Суза считается горным потоком (torrente), затем рекой (fiume).
С давних времён Дора-Рипария использовалась как источник энергии: уже в Средневековье воды реки текли по каналам, приводили в движение мельницы, водяные колёса и другие приспособления. На территории между реками Дора-Рипария и Стура-ди-Ланцо, около впадения их в По, до битвы при Турине 1706 года располагался парк Реджо (Regio Parco), сегодня — Парко-делла-Коллетта (Parco della Colletta).
В XX веке промышленное развитие и урбанизация значительно ухудшили состояние окружающей среды. До 1990-х годов работы по улучшению обстановки не проводились. В 1999 году Региональное агентство по защите окружающей среды (Agenzia Regionale per la Protezione Ambientale, ARPA) в Грульяско провело полное изучение рек Дора-Рипария и Сангоне. Исследование выявило серьёзное загрязнение рек. В 2002 году для сохранения естественной среды обитания создан парк parco agro-naturale della Dora Riparia, финансируемый коммуной Колленьо и областью Пьемонт.